# Trichostachys microcarpa
Trichostachys microcarpa là một loài thực vật có hoa trong họ Thiến thảo. Loài này được K.Schum. miêu tả khoa học đầu tiên năm 1899.